# آلفا رفلکس
آلفا رفلکس (به انگلیسی: Alpa-Reflex Camera) یک دوربین عکاسی ساخت شرکت لومو است.